# Hellraiser: Revelations
Hellraiser: Revelații  (titlu original: Hellraiser: Revelations) este un film de groază american din 2011 regizat de Víctor García. Este al nouălea film din seria Hellraiser a lui Clive Barker. În rolurile principale joacă actorii Stephan Smith Collins, Fred Tatasciore, Nick Eversman și Steven Brand.

## Distribuție
- Stephan Smith Collins - Pinhead
- Fred Tatasciore - Voice of Pinhead/Faceless Steven
- Steven Brand - Ross Craven
- Nick Eversman - Steven Craven
- Tracey Fairaway - Emma Craven
- Sebastien Roberts - Peter Bradley
- Devon Sorvari - Sarah Craven
- Sanny van Heteren - Kate Bradley
- Daniel Buran - Vagrant
- Jay Gillespie - Nico/Skinless Nico/Pseudo
- Jolene Andersen - Female Chatterer (Female Cenobite)
- Jacob Wellman - Robert Ellen
- Sue Ann Pien - Hooker/Skinned Face Girl #1
- Adel Marie Ruiz - Mexican Girl